# Sierra del Serral
Sierra del Serral este o arie protejată (sit de importanță comunitară — SCI) din Spania întinsă pe o suprafață de 1.039,67 ha, integral pe uscat.

## Localizare
Centrul sitului Sierra del Serral este situat la coordonatele 38°31′17″N 1°05′20″W / 38.5214°N 1.0889°V.

## Înființare
Situl Sierra del Serral a fost declarat sit de importanță comunitară în iulie 2000 pentru a proteja 30 de specii de animale.

## Biodiversitate
Situată în ecoregiunea mediteraneană, aria protejată conține 8 habitate naturale: Tufărișuri termo-mediteraneene și de pre-deșert, Pajiști carstice calcaroase sau bazofile, de Alysso-Sedion albi, Păduri de Quercus ilex și Quercus rotundifolia, Dune cu tufărișuri sclerofile Cisto-Lavenduletalia, Dune cu vegetație ierboasă Malcolmietalia, Pante stâncoase calcaroase cu vegetație casmofită, Matorral arborescenți cu Juniperus spp., Pseudostepă cu ierburi și specii anuale de Thero-Brachypodietea.
La baza desemnării sitului se află mai multe specii protejate de  păsări (30): lăcar mare (Acrocephalus arundinaceus), acvilă de munte (Aquila chrysaetos), buha (Bubo bubo), pasărea ogorului (Burhinus oedicnemus), ciocârlie-cu-degete-scurte (Calandrella brachydactyla), Caprimulgus ruficollis, Certhia brachydactyla, porumbel gulerat (Columba palumbus), dumbrăveancă (Coracias garrulus), șoim de iarnă (Falco columbarius), șoim călător (Falco peregrinus), vânturel roșu (Falco tinnunculus), ciocârlan (Galerida cristata), Galerida theklae, forfecuță gălbuie (Loxia curvirostra), ciocârlie de pădure (Lullula arborea), ciocârlie de bărăgan (Melanocorypha calandra), prigoare (Merops apiaster), muscar sur (Muscicapa striata), pietrar mediteranean (Oenanthe hispanica), Oenanthe leucura, ciuf-pitic (Otus scops), pițigoi de brădet (Parus ater), Pyrrhocorax pyrrhocorax, mărăcinar negru (Saxicola torquatus), turturică (Streptopelia turtur), silvie roșcată (Sylvia cantillans), Sylvia conspicillata, silvie de tufiș (Sylvia undata), pănțărușul (Troglodytes troglodytes).
Pe lângă speciile protejate, pe teritoriul sitului au mai fost identificate 16 specii de plante, 28 de specii de păsări, 2 specii de amfibieni, 3 specii de mamifere, 10 specii de reptile.